# Xã Wilma, Quận Pine, Minnesota
Xã Wilma (tiếng Anh: Wilma Township) là một xã thuộc quận Pine, tiểu bang Minnesota, Hoa Kỳ. Năm 2010, dân số của xã này là 65 người.